# Øystein Slettemark
Øystein Slettemark (Rio de Janeiro, 20 agosto 1967) è un ex sciatore nordico groenlandese attivo sia nello sci di fondo sia nel biathlon. In campo internazionale gareggiò sotto bandiera danese nel fondo e nel biathlon ai Giochi olimpici, sotto bandiera groenlandese nelle altre competizioni di biathlon in quanto la federazione groenlandese è affiliata all'Unione Internazionale Biathlon.

## Biografia

### Carriera nel biathlon
Risiede a Nuuk, dove è tesserato per il locale club di biathlon; in Coppa del Mondo esordì il 6 dicembre 2001 a Hochfilzen (117°).
In carriera prese parte a un'edizione dei Giochi olimpici invernali, Vancouver 2010 (88° nell'individuale, 86° nella sprint e a nove dei Campionati mondiali (77° nella sprint ad Anterselva 2007 il miglior risultato).

### Carriera nello sci di fondo
Pur non avendo mai esordito in Coppa del Mondo, in carriera prese parte a tre edizioni dei Campionati mondiali (54° nella 50 km a Val di Fiemme 2003 il miglior risultato).
Gareggiò anche nel granfondo; vinse in quattro occasioni l'Arctic Circle Race (2002, 2004, 2006, 2007), gara che si disputa su 160 km e in tre giorni a nord del Circolo polare artico.

## Vita privata
È il padre di Ukaleq Slettemark, biatleta di livello internazionale. 